# Mihaela Armășescu
Mihaela Armășescu (Tomșani, 1963. szeptember 3. –) világbajnok és olimpiai ezüstérmes román evezős.

## Pályafutása
Az 1984-es Los Angeles-i és az 1988-as szöuli olimpián nyolcasban ezüstérmet szerzett társaival. Az 1989-es bledi világbajnokságon aranyérmes lett ugyanebben a versenyszámban. 1982 és 1989 között további négy világbajnoki bronzérmet szerzett.

## Sikerei, díjai
- Olimpiai játékok – nyolcas
  - ezüstérmes: 1984, Los Angeles, 1988, Szöul
- Világbajnokság
  - aranyérmes: 1989 (nyolcas)
  - bronzérmes (4): 1982 (kormányos négyes), 1985, 1986 (nyolcas), 1989 (kormányos nélküli négyes)